# Gerta Springer
Gerta Springer (* 5. Oktober 1880 in Saarburg/Lothringen; † 23. November 1960 in München) war eine deutsche Stillleben- und Landschaftsmalerin.

## Leben
Gerta Springer war das einzige Kind von Ludwig Springer und Henriette Springer, geb. Gripehoven. Sie studierte an der Münchener Damenakademie, wo sie sich im Januar 1907 einschrieb. 1913/14 wurde sie ordentliches Mitglied im Münchner Künstlerinnenverein und saß von 1914 bis 1917 in der Jury des Vereins. Sie war Schülerin von Julius Seyler, Heinrich Knirr, Rudolf Nissl und Theodor Hummel.
1943 zog Gerta Springer nach Törwang bei Rosenheim, erst 1958 kehrte sie alters- und krankheitsbedingt wieder nach München zurück. 1960 starb sie in München.
Gerta Springers größtes Verdienst ist die Förderung der Karriere ihrer sechs Jahre jüngeren Künstlerfreundin Paula Deppe. Dank Springer kam Paula Deppe in Kontakt mit dem Künstlerehepaar Karl Caspar und Maria Caspar-Filser bzw. mit der Künstlervereinigung Münchener Neue Secession. Auch nach Paula Deppes (1886–1922) Tod bemühte sich Gerta Springer unermüdlich um eine postume Anerkennung der zu früh Verstorbenen.

## Werke (Auswahl)
- Bildnis des Vaters der Künstlerin, Öl auf Leinwand, 80,5 cm × 75,5 cm, Städtische Galerie im Lenbachhaus
- Bergdorf im Winter, Aquarell auf unechtem Pergament, 29,2 cm × 41,8 cm, Signatur unten rechts: „G. Springer“, Städtische Galerie im Lenbachhaus[1]
- Winter in der Vorstadt, 73,5 × 85 cm, Städtische Galerie Rosenheim[2]